# Liste des ouvertures d'échecs suivant le code ECO
Cet article utilise la notation algébrique pour décrire des coups du jeu d'échecs.
Voici une liste des ouvertures d'échecs, organisée selon la classification de l'Encyclopédie des ouvertures d'échecs, appelée code ECO (pour Encyclopaedia of Chess Openings).
L'Informateur d'échecs classe les parties des maîtres selon l'ouverture utilisée en cinq grandes catégories désignées par une lettre (de A à E), et chacune de ces catégories est divisée en cent sous-catégories, numérotées de 00 à 99 : par exemple B01 contient les ouvertures qui commencent par 1. e4 d5 (la défense scandinave).
Les ouvertures et leurs variantes ont été publiées à partir de 1974 dans les cinq volumes de l’Encyclopédie des ouvertures d'échecs (désignés par une lettre de A à E) qui correspondent aux cinq catégories principales. Les volumes de l'Encyclopédie ont fait l'objet de plus de quatre éditions mises à jour et représentent plus de 2 700 pages de variantes.

## Classification générale
Les volumes répartissent les ouvertures de la façon suivante :
Volume A
- A00 à A39 : 1. : tout sauf 1. e4, 1. d4
- A40 à A44 : 1. d4, tout sauf 1... d5, 1... Cf6, 1... f5
- A45 à A49 : 1. d4 Cf6 2. tout sauf 2. c4
- A50 à A79 : 1. d4 Cf6 2. c4, tout sauf 2... e6, 2... g6
- A80 à A99 : 1. d4 f5

Volume B
- B00 à B19 : 1. e4, tout sauf 1... e6, 1... e5, 1... c5
- B20 à B99 : 1. e4 c5

Volume C
- C00 à C19 : 1.e4 e6
- C20 à C99 : 1.e4 e5

Volume D
- D00 à D69 : 1. d4 d5
- D70 à D99 : 1. d4 Cf6 2. c4 g6 avec ... d7-d5

Volume E
- E00 à E59 : 1. d4 Cf6 2. c4 e6
- E60 à E99 : 1. d4 Cf6 2. c4 g6 sans ... d7-d5

## Volume A

### A0: ouvertures de flanc diverses
- A00 à A09 : 1. : tout sauf 1. e4 ; 1. d4 et 1. c4 (ouverture de flanc)
  - A00 : ouverture irrégulière ou rare (1. Cc3 , 1. b4, 1. g3, 1. g4, etc.)
  - A01 : ouverture Larsen (1. b3)
  - A02-A03 : ouverture Bird (1. f4)
  - A04-A09 : ouverture Zukertort-Réti (1. Cf3 sans 2. d4 et sans 2. e4)
  - A09 : gambit Réti (1. Cf3 d5 ; 2. c4, suivi de 2... d4 ou 2... dc4) ;

Les ouvertures 1. Cf3 d5 2. c4 c6 et 1. Cf3 d5 2. c4 e6 (non suivies de d4) sont classées avec l'ouverture anglaise (cf. A11-A14).

### A1 à A3: ouverture anglaise
- A10 à A39 : 1. c4 (ouverture anglaise)
  - A11-A12 : ouverture anglaise, système Caro-Kann (1. c4 c6 sans 2. e4 et sans 2. d4)
  - A13-A14 : ouverture anglaise avec ... e6 (1. c4 e6 sans 2. e4 et sans 2. d4)
  - A15-A19 : défense anglo-indienne (1. c4 Cf6 sans 2. d4)
  - A20-A29 : ouverture sicilienne inversée (1. c4 e5)
  - A30-A39 : ouverture anglaise symétrique (1. c4 c5)

### A4 à A7: défenses Benoni et indiennes diverses
- A40 à A44 : 1. d4 (ouverture du pion dame) ... tout sauf 1... f5 ; 1 ...d5 et 1... Cf6
  - A41-A42 : défense indienne ancienne (1. d4 d6)
  - A43-A44 : défense Benoni ancienne (1. d4 c5)
- A45 à A49 : 1. d4 Cf6 ; 2. : tout sauf 2. c4 (défense indienne sans c4)
  - A45 : attaque Trompowsky (2. Fg5 sans ...d5) et système de Londres (2. Ff4)
  - A46 : attaque Torre (2. Cf3 suivi de 3. Fg5), système de Londres (2. Cf3 suivi de 3. Ff4) et défense polonaise (2. Cf3 b5)
  - A47 : défense pseudo-ouest-indienne (2. Cf3 b6)
  - A48-A49 : défense est-indienne sans c4 (2. Cf3 g6)
- A50 à A55 : 1. d4 Cf6 ; 2. c4 ... tout sauf 2... d5 ; 2... c5 ; 2... e6 et 2... g6
  - A50 : défense mexicaine ou Kevitz-Traïkovitch (2. c4 Cc6)
  - A51-A52 : gambit de Budapest (2. c4 e5)
  - A53-A55 : défense vieille-indienne (2. c4 d6)
- A56 à A79 : 1. d4 Cf6 ; 2. c4 c5
  - A56 : défense Benoni fermée (3. d5 e5) ou semi-fermée (3. d5 d6),
  - A57-A59 : gambit Benko (3. d5 b5),
  - A60-A79 : défense Benoni moderne (3. d5 e6).

### A8 et A9: défense hollandaise
- A80 à A99 : 1. d4 f5 (défense hollandaise)
  - A81 : variante Steinitz-Rubinstein (2. g3)
  - A82-A83 : gambit Staunton (2. e4)
- A85 à A99 : 1. d4 f5 2. c4 Cf6 3. g3
  - A86-A89 : système (ou défense) de Leningrad (3. g3 g6)
  - A90-A99 : système classique (3. g3 e6)
    - A90 : système stonewall moderne (4. Fg2 d5, suivi de 5... c6 et 6... Fd6)
    - A92 : variante Alekhine (4. Fg2 Fe7 ; 5. Cf3 Ce4)
    - A93-A95 : système stonewall classique (4. Fg2 Fe7 ; 5. Cf3 O-O ; 6. O-O d5)
    - A96-A99 : variante Iline Jenevski (4. Fg2 Fe7 ; 5. Cf3 O-O ; 6. O-O d6)

## Volume B

### B0: débuts semi-ouverts divers
- B00 à B09 : 1. e4 ... tout sauf 1... c6 ; 1... e6 ; 1... e5 et 1... c5 (début semi-ouvert)
  - B00 : défense Nimzowitsch du pion roi (1. e4 Cc6)
  - B01 : défense scandinave (1. e4 d5),
  - B02-B05 : défense Alekhine (1. e4 Cf6),
  - B06 : défense Robatsch (1. e4 g6),
  - B07-B09 : défense Pirc (1. e4 d6)

### B1: défense Caro-Kann
- B10 à B19 : 1. e4 c6 (défense Caro-Kann)
  - B12 : variante d'avance (2. d4 d5 ; 3. e5) et attaque Nimzowitsch-Tartakover (2. d4 d5 ; 3. f3)
  - B13-B14 : variante d'échange, attaque Panov (2 d4 d5 ; 3. exd5 cxd5 ; 4. c4)
  - B15-B19 : variante ouverte (2. d4 d5 ; 3. Cc3 dxe4 ; 4. Cxe4)

### B2 à B9: défense sicilienne
B20 à B99 : 1. e4 c5 (défense sicilienne)
- B20 à B29 : 1. e4 c5 (variantes fermée et anti-siciliennes)
  - B20 : gambit Morra (2. d4) et gambit de l'aile (2. b4)
  - B21 : attaque grand prix (2. f4)
  - B22 : variante Alapine (2. c3)
  - B23-B26 : Sicilienne fermée (2. Cc3 sans 3. Cf3)
  - B28 : variante O'Kelly (2. Cf3 a6)
  - B29 : variante Nimzowitsch (2. Cf3 Cf6)
- B30 à B39 : 1. e4 c5 ; 2. Cf3 Cc6
  - B30-B31 : attaque Rossolimo (3. Fb5)
  - B33 : variante Svechnikov (3. d4 cxd4 ; 4. Cxd4 e5)
  - B34-B39 : variante du dragon accéléré (3. d4 cxd4 ; 4. Cxd4 g6)
- B40 à B49 : 1. e4 c5 ; 2. Cf3 e6 (variante Paulsen)
  - B41-B43 : variante Kan (3. d4 cxd4 ; 4. Cxd4 a6),
  - B45 : Sicilienne des quatre cavaliers (3. d4 cxd4 ; 4. Cxd4 Cc6 ; 5. Cc3 Cf6)
  - B46-B49 : variante Taïmanov (3. d4 cxd4 ; 4. Cxd4 Cc6 ; 5. Cc3 a6)
- B50 à B99 : 1. e4 c5 ; 2. Cf3 d6
  - B51-B52 : variante de Moscou de la défense sicilienne (3. Fb5)
  - B53 : variante Tchekhover (3. d4 cxd4 ; 4. Dxd4)
  - B55 : variante anti-dragon (3. d4 cxd4 ; 4. Cxd4 Cf6 ; 5. f3)
- B56 à B99 : 1. e4 c5 ; 2. Cf3 d6 ; 3. d4 cxd4 ; 4. Cxd4 Cf6 ; 5. Cc3
  - B56-B69 : variante classique (5. Cc3 Cc6),
  - B70-B79 : variante du dragon (5. Cc3 g6),
  - B80-B89 : variante de Scheveningue (5. Cc3 e6),
  - B90-B99 : variante Najdorf (5. Cc3 a6)

## Volume C

### C0 et C1: défense française
- C00 : 1. e4 e6 (défense française) ; 2. : tout sauf 2. d4
- C01 à C19 : 1. e4 e6 ; 2. d4 d5 (partie française)
  - C02 : variante d'avance (3. e5)
  - C03-C09 ; variante Tarrasch (3. Cd2)
  - C11-C14 : variante classique (3. Cc3 Cf6)
  - C15-C19 : variante Winawer (3. Cc3 Fb4)

### C2 à C5: débuts ouverts divers
- C20 à C39 : 1.e4 e5 (début ouvert) ; 2. : tout sauf 2. Cf3
  - C20 : ouverture Alapine (2. Ce2), ouverture Lopez (2. c3) et ouverture portugaise (2. Fb5)
  - C21-C22 : partie du centre (2. d4)
  - C23-C24 : partie ou début du fou (2. Fc4)
  - C25-C29 : partie viennoise (2. Cc3)
  - C30-C39 : gambit du roi (2. f4)
- C40 à C43 : 1.e4 e5 ; 2. Cf3 ... tout sauf 2... Cc6
  - C40 : gambit letton (2. Cf3 f5)
  - C41 : défense Philidor (2. Cf3 d6)
  - C42-C43 : défense russe ou Petrov (2. Cf3 Cf6)
- C44 à C59 : 1.e4 e5 ; 2. Cf3 Cc6 3. : tout sauf 3. Fb5
  - C44 : début Ponziani (3. c3)
  - C45 : partie écossaise (3. d4 exd4 ; 4. Cxd4)
  - C46 : partie des trois cavaliers (3. Cc3 sans ... Cf6)
  - C47-C49 : partie des quatre cavaliers (3. Cc3 Cf6)
  - C50-C54 : partie italienne (3. Fc4 Fc5) et défense hongroise (3. Fc4 Fe7) ;
  - C55-C59 : défense des deux cavaliers (3. Fc4 Cf6)

### C6 à C9: partie espagnole
- C60 à C99 : 1.e4 e5 ; 2. Cf3 Cc6 ; 3. Fb5 (partie espagnole)
  - C60 : défenses Smyslov (3. Fb5 g6), Alapine (3. Fb5 Fb4) et Cozio (3. Fb5 Cge7)
  - C61 : défense Bird (3. Fb5 Cd4) ;
  - C62 : défense Steinitz (3. Fb5 d6) ;
  - C63 : gambit Jaenisch ou défense Schliemann (3. Fb5 f5) ;
  - C64 : Défense classique ou Cordel (3. Fb5 Fc5) ;
  - C65-C67 : défense berlinoise (3. Fb5 Cf6) ;
  - C68-C69 : variante d'échange de la partie espagnole (3. Fb5 a6 ; 4. Fxc6) ;
  - C71-C76 : variante Steinitz différée (3. Fb5 a6 ; 4. Fa4 d6) ;
- C77 à C99 : 3. Fb5 a6 ; 4. Fa4 Cf6
  - C79 : variante Rubinstein (5. O-O d6)
  - C80-C83 : variante ouverte (5. O-O Cxe4) ;
- C84 à C99 : 3. Fb5 a6 ; 4. Fa4 Cf6 ; 5. O-O Fe7
  - C85 : variante d'échange différée (6. Fxc6)
  - C86 : attaque Worrall (6. De2)
  - C88 : variantes anti-Marshall (6. Te1 b5 ; 7. Fb3 O-O ; tout sauf 8. c3)
  - C89 : gambit Marshall (6. Te1 b5 ; 7. Fb3 O-O ; 8. c3 d5)
- C91 à C99 : 6. Te1 b5 ; 7. Fb3 d6 ; 8. c3 O-O (système fermé de la partie espagnole)
  - C91 : variante Yates (9. d4)
  - C92 : variantes Flohr Zaïtsev (9. h3 Fb7), Kérès (9. h3 a5), Kholmov (9. h3 Fe6) et Ragozine (9. h3 Cd7)
  - C93 : variante Smyslov (9. h3 h6)
  - C94-C95 : variante Breyer (9. h3 Cb8) ;
  - C96-C99 : variante Tchigorine (9. h3 Ca5)

## Volume D

### D0 à D6: débuts fermés et gambit dame
- D00 à D05 : 1. d4 d5 ; 2. : tout sauf 2. c4 (débuts fermés divers)
  - D00 : système Stonewall (2. e3 suivi de 3. f4) ; gambits Blackmar et Blackmar-Diemer (2. e4 de4) et attaque Levitski (2. Fg5)
  - D01 : attaque Richter-Veressov (2. Cc3 Cf6 ; 3. Fg5)
  - D02 : système de Londres (2. Cf3 suivi de 3. Ff4)
  - D03 : variante Tartakover de l'attaque Torre (2. Cf3 Cf6 ; 3. Fg5)
  - D04-D05 : système Colle (2. Cf3 Cf6 3. e3)
- D06 à D29 : 1. d4 d5 ; 2. c4 (gambit dame) ... : tout sauf 2... e6
  - D07 : défense Tchigorine (2. c4 Cc6),
  - D08-D09 : contre-gambit Albin (2. c4 e5)
  - D10-D19 : défense slave (2. c4 c6 sans 3... e6)
  - D20-D29 : gambit dame accepté (2. c4 dc4)
- D30 à D69 : 1. d4 d5 ; 2. c4 e6 (gambit dame refusé)
  - D30 : système catalan (3. g3 sans ...Cf6)
  - D31 : défense semi-slave accélérée (3. Cc3 c6 sans ...Cf6 et sans ...f5) et défense Petrossian (3. Cc3 Fe7)
  - D32-D34 : défense Tarrasch (3. Cc3 c5)
  - D35-D36 : variante d'échange du gambit dame refusé (3. Cc3 Cf6 ; 4. cd5)
- D37 à D49 : 1. d4 d5 ; 2. c4 e6 ; 3. Cc3 Cf6 ; 4. Cf3
  - D38-D39 : défense Ragozine (4. Cf3 Fb4)
  - D40-D42 : défense semi-Tarrasch (4. Cf3 c5)
  - D43-D49 : défense semi-slave (4. Cf3 c6)
- D50 à D69 : 1. d4 d5 ; 2. c4 e6 ; 3. Cc3 Cf6 ; 4. Fg5
  - D50 : variante hollandaise ou péruvienne (4. Fg5 c5)
  - D52 : défense Cambridge-Springs (4. Fg5 Cbd7 ; 5. e3 c6 ; 6. Cf3 Da5)
  - D54 : variante anti-néo-orthodoxe (4. Fg5 Fe7 ; 5. e3 O-O ; 6. Tc1)
- D55 à D69 : 1. d4 d5 ; 2. c4 e6 ; 3. Cc3 Cf6 ; 4. Fg5 Fe7 ; 5. e3 O-O ; 6. Cf3
  - D56-D57 : Variante Lasker du gambit dame refusé (6. Cf3 h6 ; 7. Fh4 Ce4)
  - D58-D59 : variante Tartakover (6. Cf3 h6 ; 7. Fh4 b6)
  - D60-D69 : défense orthodoxe (6. Cf3 Cbd7)

### D7 à D9: défenses Grünfeld et néo-Grünfeld
- D70 à D99 : 1. d4 Cf6 ; 2. c4 g6 avec ... d7-d5
  - D70 : défense Grünfeld, attaque Nimzowitsch (3. f3 d5)
  - D71-D79 : défense néo-Grünfeld (3. g3 d5),
- D80 à D99 : 1. d4 Cf6 ; 2. c4 g6 ; 3. Cc3 d5 (défense Grünfeld)
  - D81 : variante Botvinnik (4. Db3 sans Cf3)
  - D82-D84 : système classique (4. Ff4 sans Cf3)
  - D85-D89 : variante d'échange (4. cd5 Cxd5)
- D91 à D99 : 1. d4 Cf6 ; 2. c4 g6 ; 3. Cc3 d5 ; 4. Cf3 Fg7 (défense Grünfeld, variante des trois cavaliers)
  - D91 : variante Taïmanov (5. Fg5)
  - D92-D93 : attaque hongroise (5. Ff4)
  - D94-D95 : variante fermée (5. e3)
  - D96-D99 : variante russe (5. Db3)

## Volume E

### E0: ouverture catalane
- E00 à E09 : 1. d4 Cf6 ; 2. c4 e6 ; 3. : tout sauf 3. Cc3 et 3. Cf3
  - E00 : attaque néo-indienne ou Seirawan (3. Fg5)
  - E01-E09 : partie catalane (3. g3 d5)

### E1: défenses bogo-indienne et ouest-indienne
- E10 à E19 : 1. d4 Cf6 ; 2. c4 e6 ; 3. Cf3
  - E10 : défense Döry (3. Cf3 Ce4) et gambit Blumenfeld (3. Cf3 c5 ; 4. d5 b5)
  - E11 : défense Bogo-indienne (3. Cf3 Fb4+),
  - E12-E19 : défense ouest-indienne (3. Cf3 b6)

### E2 à E5: défense nimzo-indienne
- E20 à E59 : 1. d4 Cf6 ; 2. c4 e6 ; 3. Cc3 Fb4 (défense nimzo-indienne)
  - E20 : variantes Romanichine (4. g3), Mikenas (4. Dd3) et Kmoch (4. f3)
  - E21 : variante des trois cavaliers (4. Cf3)
  - E22-E23 : variante Spielmann (4. Db3)
  - E24-E29 : variante Sämisch (4. a3)
  - E30-E31 : variante de Léningrad (4. Fg5)
  - E32-E39 : variante classique (4. Dc2)
  - E40-E59 : variante Rubinstein (4. e3)

### E6 à E9: défense est-indienne
- E60 à E99 : 1. d4 Cf6 ; 2. c4 g6 sans ... d7-d5 (défense est-indienne)
  - E60 : défense est-indienne sans Cc3
  - E61 : défense est-indienne (3. Cc3 Fg7), variantes sans e4 et sans g3
  - E62-E69 : variante du fianchetto (3. Cc3 Fg7 ; 4. Cf3 d6 ; 5. g3)
- E70 à E99 : 1. d4 Cf6 ; 2. c4 g6 ; 3. Cc3 Fg7 ; 4. e4 d6
  - E71 : variante Makogonov (5. h3)
  - E72 : variante du fianchetto (5. g3 sans Cf3)
  - E73-E75 : variante Averbakh (5. Fe2 O-O ; 6. Fg5)
  - E76-E79 : attaque des quatre pions (5. f4),
  - E80-E89 : variante Sämisch (5. f3),
  - E91-E99 : variante classique (5. Cf3 O-O ; 6. Fe2)